# هیدروکسی متیل‌گلوتاریل کوآنزیم آ
هیدروکسی متیل‌گلوتاریل کوآنزیم آ (به انگلیسی: HMG-CoA) با فرمول شیمیایی C۲۷H۴۴N۷O۲۰P۳S یک ترکیب شیمیایی با شناسه پاب‌کم ۴۴۵۱۲۷ و جرم مولی آن ۹۱۱٫۶۶۱ g/mol می‌باشد. در چرخه موالونات داخل سلول آنزیم  HMG-CoA ردوکتاز تبدیل HMG-CoA را به موالونات کاتالیز میکند. مسیر سوخت و ساز موالونات یک مسیر متابولیکی بسیار مهم در یوکاریوتها و بسیاری از باکتریها است که نهایتاً به تولید بسیاری از ترکیبات مهم مانند کلسترول ، ایزوپرونئیدها (ترپن ها مانند لیکوپن ، کاروتن ، اسکوالن ، اوکالیپتول و پینن )می‌انجامد. 

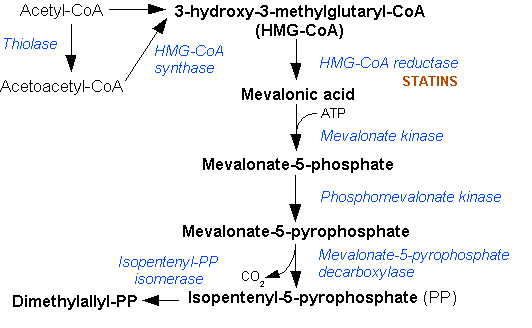
Mevalonate pathway